# Abram Stockman
Abram Stockman (Waregem, 31 juli 1996) is een Belgisch wielrenner die sinds 2023 rijdt voor TDT-Unibet. Ook zijn tweelingbroer Michiel is wielrenner.

## Loopbaan
Stockman maakte in 2017 de overstap van Atom 6-Tops Antiek naar het continentale Tarteletto-Isorex. Een jaar later boekte hij zijn eerste overwinning voor zijn ploeg: hij won de vierde etappe en het eindklassement van de Ronde van Namen.
In 2019 behaalde Stockman zijn eerste UCI-zege, toen hij in de Ronde van Marokko de tweede etappe (Tanger-Martil) won. Stockman won uiteindelijk ook het bergklassement en eindigde vierde in het eindklassement.

## Belangrijkste overwinningen
2018
4e etappe Ronde van Namen
Eindklassement Ronde van Namen
2019
2e etappe Ronde van Marokko
Bergklassement Ronde van Marokko

### Resultaten in voornaamste wedstrijden
|      | \| Jaar \| Parijs-Roubaix \| \| ---- \| -------------- \| \| 2025 \| 77e \| |
| Jaar | Parijs-Roubaix                                                              |
| 2025 | 77e                                                                         |

## Ploegen
- 2015 –  KSV Deerlijk-Gaverzich
- 2016 –  Atom 6-Tops Antiek
- 2017 –  Tarteletto-Isorex
- 2018 –  Tarteletto-Isorex
- 2019 –  Tarteletto-Isorex
- 2020 –  SKS Sauerland NRW
- 2021 –  SKS Sauerland NRW
- 2022 –  Saris Rouvy Sauerland
- 2023 –  TDT-Unibet
- 2024 –  TDT-Unibet
- 2025 –  Unibet Tietema Rockets

Boucher · Boussaer · Brayan-Lund · Cant · De Groote · De Jonghe · De Rooze · Leigh · Maes · Mannaerts · Ruijgh · Scheire · Sefa · A. Stockman · M. Stockman · Torres · Tzortzakis · Verhelst
Tietema · Bloem · Budding · de Vries · Inkelaar · Toussaint · Bomboi · Bouts · Loockx (vanaf 1/10) · Stockman · Vandevelde · Kopecký · Tanfield
Bloem · Bomboi · Bouts · Budding · Christophersen · de Vries · Geleijn · Huens · Huyet · Inkelaar · Johannink · Kopecký · Kyffin · Loockx · Maire · Nielsen · Paige · Pedersen · Stockman · Stokbro · Ťoupalík
Bloem · Bomboi · Budding · Carboni · Christophersen · de Vries · Eiking · Geleijn · Huens · Huyet · Inkelaar · Johannink · Kopecký · Kubiš · Kyffin · Loockx · Maire · Meris · Mouris · Nielsen · Paige · Stockman · Stokbro · Ťoupalík · Verschuren